# Sollevamento pesi ai Giochi della XXIX Olimpiade - +105 kg maschile

## Risultati
| Pos. | Paese         | Atleta             | Strappo | Strappo | Strappo | Strappo   | Slancio | Slancio | Slancio | Slancio   | Totale |
| Pos. | Paese         | Atleta             | 1       | 2       | 3       | Risultati | 4       | 5       | 6       | Risultati | Totale |
| ---- | ------------- | ------------------ | ------- | ------- | ------- | --------- | ------- | ------- | ------- | --------- | ------ |
|      | Germania      | Matthias Steiner   | 198     | 203     | 207     | 203       | 246     | 248     | 258     | 258       | 461    |
|      | Russia        | Evgenij Čigišev    | 200     | 205     | 210     | 210       | 240     | 247     | 250     | 250       | 460    |
|      | Lettonia      | Viktors Ščerbatihs | 198     | 203     | 206     | 206       | 242     | 244     | 257     | 242       | 448    |
| 4    | Ucraina       | Artem Udachyn      | 197     | 203     | 207     | 207       | 235     | 235     | 241     | 235       | 442    |
| 5    | Ucraina       | Ihor Shymechko     | 193     | 197     | 201     | 201       | 217     | 227     | 232     | 232       | 433    |
| 6    | Iran          | Rashid Sharifi     | 188     | 192     | 196     | 196       | 230     | 238     | 238     | 230       | 426    |
| 7    | Polonia       | Grzegorz Kleszcz   | 185     | 185     | 190     | 185       | 232     | 234     | 234     | 234       | 419    |
| 8    | Germania      | Almir Velagić      | 180     | 184     | 188     | 188       | 220     | 225     | 230     | 225       | 413    |
| 9    | Australia     | Damon Kell         | 165     | 170     | 170     | 165       | 211     | 211     | 221     | 221       | 386    |
| 10   | Nauru         | Itte Detenamo      | 165     | 170     | 175     | 175       | 205     | 210     | 215     | 210       | 385    |
| 11   | Finlandia     | Antti Everi        | 166     | 166     | 171     | 171       | 195     | 201     | 201     | 195       | 366    |
| 12   | Isole Cook    | Sam Pera Junior    | 148     | 155     | 155     | 155       | 188     | 188     | 195     | 195       | 350    |
| 13   | Tonga         | Maama Lolohea      | 127     | 135     | 140     | 140       | 173     | 185     | 185     | 173       | 313    |
| -    | Corea del Sud | Jeon Sang-Guen     | 195     | 195     | 195     | -         | -       | -       | -       | -         | NF     |